# Chiroderma improvisum
Chiroderma improvisum là một loài động vật có vú trong họ Dơi mũi lá, bộ Dơi. Loài này được Baker & Genoways mô tả năm 1976.